# Bujavica
Bujavica falu Horvátországban Pozsega-Szlavónia megyében. Közigazgatásilag Lipikhez tartozik.

## Fekvése
Pozsegától légvonalban 51, közúton 70 km-re északnyugatra, községközpontjától légvonalban 10, és közúton 17 km-re nyugatra, Nyugat-Szlavóniában, a Pakra déli partján fekszik. Keletről Lovska, nyugatról Janja Lipa, északról Brezine, délről Novi Grabovac falvak határolják. Brezinével közös vasútállomása van a Banova Jaruga-Lipik vasútvonalon.

## Története
A régészeti leletek alapján területe már az ókorban lakott volt. Ezt bizonyítják a Banova Jaruga-Lipik vasúti pályatest közelében talált ókori település és temetőjének maradványai.
A térség a 16. század közepétől több mint száz évig török uralom alatt állt. A 17. század végétől a török kiűzése után a területre folyamatosan telepítették be a keresztény lakosságot. Az első katonai felmérés térképén „Dorf Bujavicza” néven találjuk. Lipszky János 1808-ban Budán kiadott repertóriumában „Bujavicza” néven szerepel.  Nagy Lajos 1829-ben kiadott művében „Bujavicza vel. Bukovicza” néven 16 házzal, 94 katolikus vallású lakossal találjuk. 
1857-ben 177, 1910-ben 308 lakosa volt. 1910-ben a népszámlálás adatai szerint lakosságának 97%-a szerb, 3%-a horvát anyanyelvű volt. A gradiskai határőrezredhez tartozott, majd a katonai közigazgatás megszüntetése után Pozsega vármegye Pakráci járásának része volt. Az első világháború után 1918-ban az új szerb-horvát-szlovén állam, majd később (1929-ben) Jugoszlávia része lett. 1991-ben lakosságának 89%-a szerb nemzetiségű volt. A délszláv háború első szakaszában szerb ellenőrzés alá került. Az Orkan-91 hadművelet első szakaszában 1991. október 14-én foglalta vissza a horvát hadsereg. A szerb lakosság elmenekült. 2011-ben a településnek 33 lakosa volt.

## Lakossága
| Lakosság változása | Lakosság változása | Lakosság változása | Lakosság változása | Lakosság változása | Lakosság változása | Lakosság változása | Lakosság változása | Lakosság változása | Lakosság változása | Lakosság változása | Lakosság változása | Lakosság változása | Lakosság változása | Lakosság változása | Lakosság változása |
| ------------------ | ------------------ | ------------------ | ------------------ | ------------------ | ------------------ | ------------------ | ------------------ | ------------------ | ------------------ | ------------------ | ------------------ | ------------------ | ------------------ | ------------------ | ------------------ |
| 1857               | 1869               | 1880               | 1890               | 1900               | 1910               | 1921               | 1931               | 1948               | 1953               | 1961               | 1971               | 1981               | 1991               | 2001               | 2011               |
| 177                | 186                | 213                | 254                | 283                | 308                | 312                | 392                | 229                | 229                | 183                | 147                | 97                 | 75                 | 2                  | 33                 |

## Gazdaság
A település nevéhez főződik a magyar kőolaj és földgázkutatás utolsó nagy Trianon előtti sikere. 1915 és 1918 között a Dráva és Száva közti területen, a kincstárat képviselő Böck Hugó, a pénzügyminisztérium bányászati kutatási osztálya vezetőjének megbízásából földtani térképezést végeztek. Ezek a munkálatok igazolták Böcknek azt a véleményét, mely szerint a neogénképződmények a már korábban feltárt Erdélyi-medencéhez hasonlóan, a Horvát-medencében is meggyűrődtek, ugyanis több boltozatot mutattak ki. A bujavicai boltozaton lemélyített 1. számú kutatófúrás földgáz és kőolajtelepet tárt fel, 360 és 396 méteres mélységben alsópannóniai és szarmata rétegekből. A felfedezés eredményét a magyar ipar Trianon miatt már nem hasznosíthatta. 1926-ban az itt kitermelt földgázból indult meg a gumigyártáshoz nélkülözhetetlen ipari korom gyártása a szomszédos Brezinán, ahonnan az üzemet később Kutenyára költöztették.